# 横山長隆
横山 長隆（よこやま ながたか） は、戦国時代から安土桃山時代にかけての武将。前田氏の家臣。加賀八家横山家初代。

## 生涯
天文8年（1539年）、美濃国多芸郡の国人・横山時隆の子として誕生。長隆は小野姓横山氏（横山党）の末裔で、祖先は和田合戦のあと本領を失い、美濃に移住したと伝わる。長隆はまず、多芸郡直江郷の杉弥左衛門の婿養子となった。
清水城主・稲葉良通（通朝）に仕えるも、同僚と争い、相手を殺害して越前国に逃れる。大野城主金森長近に仕えた後、金森家を退き、越前府中で閑居して半喜と号す。天正10年（1582年）、前田利長に出仕し旗奉行となる。
天正11年（1583年）賤ヶ岳の戦いに出陣し殿軍を務めて、近江国柳ケ瀬（現在の滋賀県長浜市余呉町柳ケ瀬）で戦死した。享年45。

## 系譜
- 父：横山時隆
- 母：不詳
- 養父：杉弥左衛門
- 正室：杉弥左衛門娘
- 生母不明の子女
  - 男子：横山長秀
  - 男子：横山長知（1568-1646）
  - 男子：横山長忠
  - 男子：横山常隆
  - 女子：齋藤好章（利三）室
  - 女子：伊藤宗喜室
  - 女子：奥村易英正室